# Bī Mūsh
Bī Mūsh (persiska: بی موش) är en ort i Iran.   Den ligger i provinsen Kermanshah, i den västra delen av landet, 500 km väster om huvudstaden Teheran. Bī Mūsh ligger 1 571 meter över havet och antalet invånare är 295.
Terrängen runt Bī Mūsh är kuperad.Runt Bī Mūsh är det ganska tätbefolkat, med 60 invånare per kvadratkilometer. Närmaste större samhälle är Gahvāreh, 9,9 km sydost om Bī Mūsh. Omgivningarna runt Bī Mūsh är i huvudsak ett öppet busklandskap.